# Ката (зброя)
Ката, катті (kata, katti) — традиційна індійська клинкова зброя, меч або палаш (в залежності від кількості лез — два чи одне). Широко розповсюджене у період середньовіччя, пізніше використовувалось обмежено. Зазвичай катой користувались воїни-індуси, багато зразків ката походять з Раджастхану.

## Опис

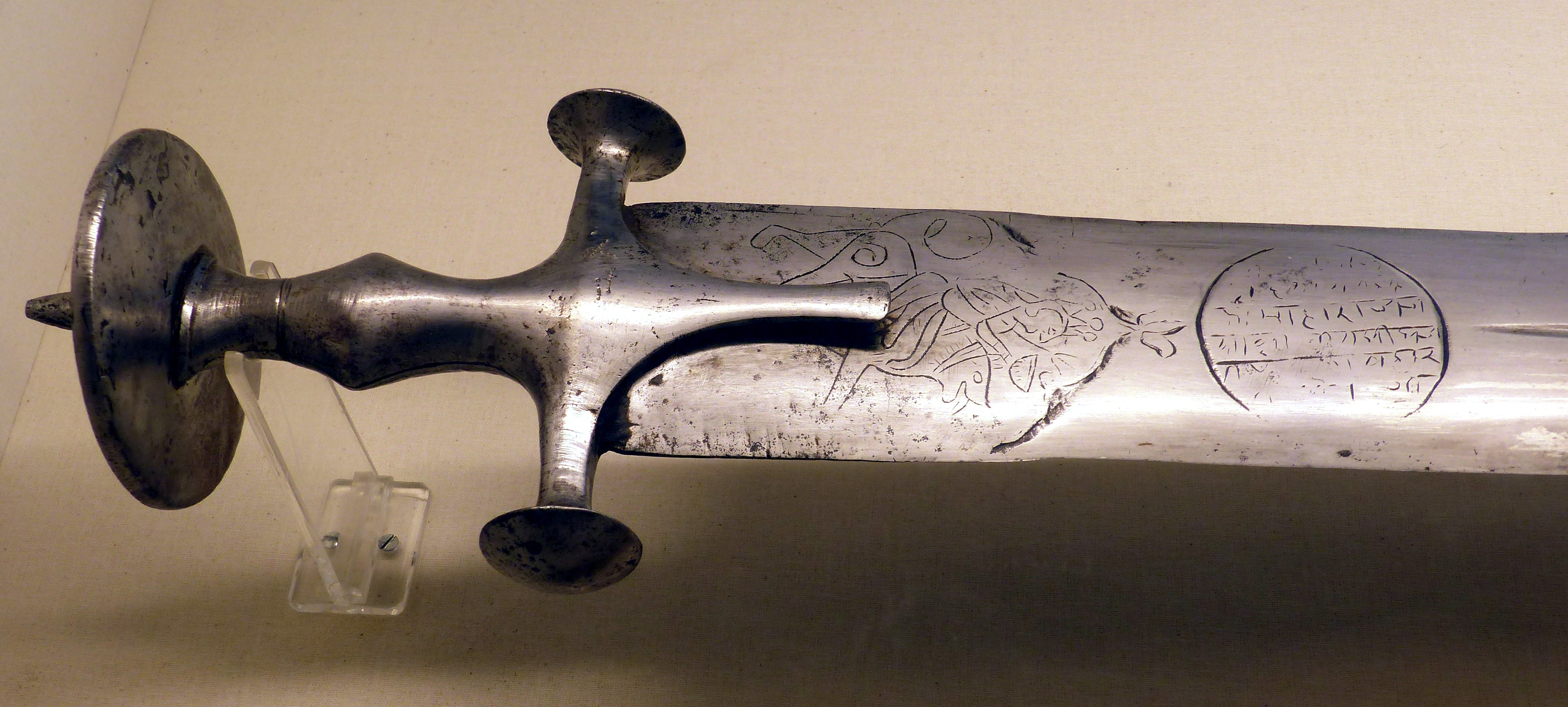
Ката Аджит Сінгха — фрагмент. Ефес індо-мусульманського типа.

Ката має прямий широкий клинок з паралельно розташованими лезами. Зазвичай ката обоюдогостра (класифікується як меч), рідше однолезова або з полуторною заточкою (обидва варіанта класифікуються як палаш). Клинки могли бути як місцевого виробництва, так і від європейських палашів. Ефес зазвичай індо-мусульманського типа. 
Ката дуже схожа на кханду, позаяк має такий же довгий та широкий клинок, різниця полягає в тому, що кханда має розширення клинка біля вістря, чого немає у кати. Подібними до кати видами зброї були також сукхела і мадраський меч, яки також мали довгий прямий клинок, але на відміну від кати, вузький.